# 10850 Денсо
10850 Денсо (10850 Denso) — астероїд головного поясу, відкритий 26 січня 1995 року.
Тіссеранів параметр щодо Юпітера — 3,619.